# John Denison Champlin Jr.
Pour les articles homonymes, voir Champlin.
John Denison Champlin Jr., né le 29 janvier 1834 à Stonington (Connecticut) et mort le 8 janvier 1915, est un écrivain et éditeur de non-fiction des États-Unis. En tant qu'éditeur, il travaille dans le domaine du journalisme et des arts graphiques.

## Biographie
John Denison Champlin naît le 29 janvier 1834 à Stonington (Connecticut). Son père s'appelle comme lui et sa mère est Sylvia (Bostwick) Champlin. Son père travaille à la construction de chemins de fer dans l'ouest des États-Unis. John Denison Champlin étudie au lycée Hopkins de New Haven et à l'université Yale, où il obtient son diplôme en 1856. L'année suivante, il entame des études de droit dans le cabinet de Gideon H. Hollister (également diplômé de Yale) à Litchfield (Connecticut), et est admis au barreau de Litchfield en avril 1859. Après avoir pratiqué le droit pendant une courte période à Milwaukee, il rejoint Gideon Hollister à New York et devient membre de son cabinet, Hollister, Cross & Champlin.
À l'automne de 1860, ce qui semble être une offre commerciale avantageuse le conduit à la Nouvelle-Orléans, où, au printemps suivant, il assiste aux premières scènes de sécession dans cette ville. Convaincu que la Nouvelle-Orléans n'est pas un endroit pour l'exercice de sa profession, il retourne dans le Nord à l'automne 1861, et après quelques travaux littéraires sporadiques, devient, en 1864, rédacteur en chef adjoint du  Standard de Bridgeport responsable du département littéraire. En 1865, il crée un journal hebdomadaire à Litchfield soutenant le Parti démocrate, intitulé The Sentinel, qu'il dirige jusqu'en 1869.
En 1869, John Denison Champlin vend The Sentinel et retourne à New York pour se consacrer à d'autres activités littéraires. Il écrit pour plusieurs périodiques jusqu'en 1873, date à laquelle il édite un ouvrage intitulé Fox's Mission to Russia (New York, 1873), à partir des documents de Joseph F. Loubat. Joseph F. Loubat est secrétaire de Gustave V. Fox lors de sa mission consistant à présenter les félicitations du Congrès des États-Unis à l'empereur Alexandre II de Russie, qui échappe à un assassinat. La même année, John Denison Champlin devient réviseur et, en 1875, rédacteur en chef adjoint de l' American Cyclopædia, s'occupant spécialement des cartes et des gravures jusqu'à ce que la révision soit terminée
En 1873, il épouse Franka Eliza Colvocoresses à Litchfield. Franka Eliza est la fille du capitaine George Colvocoresses. Le couple a un fils, l'auteur John Denison Champlin Jr. II.
En 1884, il visite l'Europe et accompagne Andrew Carnegie dans un voyage en autocar à travers le sud de l' Angleterre. Plus tard, il devient rédacteur en chef de Scribner's art cyclopædias.
John Denison Champlin meurt à son domicile de New York le 8 janvier 1915 et sa dépouille est inhumée à Litchfield.

## Publications
- (en) Young Folks' Cyclopædia of Common Things, New York, H. Holt and Company, 1880, 690 p. (lire en ligne)
- (en) Young Folks' Catechism of Common Things, 1880
- (en) Young Folks' Cyclopædia of Persons and Places, 1880
- (en) Young Folks' Astronomy, 1881
- (en) Young Folks' History of the War for the Union, 1881
- (en) Chronicle of the Coach, New York, 1886, décrit ses voyages avec Carnegie
- (en) Cyclopædia of Painters and Paintings, 1886-1887, avec Charles Callahan Perkins v. 3 at Internet Archive v. 4 at Google Books
- (en) Cyclopædia of Music and Musicians, 1888-1890 (editor, avec William F. Apthorp
- (en) Young Folks' Cyclopædia of Games and Sports, 1890, avec Arthur E. Bostwick
- (en) The Standard Dictionary (editor)
- (en) Young Folks' Cyclopædia of Literature and Art, 1901
- (en) Young Folks' Cyclopædia of Natural History, 1905
- (en) Orations, Addresses, and Speeches of Chauncey M. Depew, 1910
- (en) The Tragedy of Anne Hutchinson, 1911

En 1893, il a été sélectionné, avec Rossiter Johnson et George Cary Eggleston, pour éditer le Liber Scriptorum, un volume contenant les contributions de plus de 100 membres de l'Authors Club.